# Los Picantes
Los Picantes es un grupo musical chileno de estilo musical indefinido, que se caracteriza por sus canciones con temáticas populares y con un vocabulario repleto de lenguaje soez, doble sentido y modismos del castellano chileno.
La banda se formó en julio de 2003, después de que Claudio Prado (amigo y productor de Douglas) y Rodrigo Angles cambiaran la letra de una canción que componían para Douglas y la subieron a internet. El track fue difundido por Roberto Artiagoitia, más conocido como "El Rumpy", en su programa El club del cangrejo de 40 Principales, dando fama a sus creadores.
El trío sufrió un primer quiebre con la salida de Nelson "Sady" Salgado, en 2005, quien luego formó junto a Franco Castillo el grupo Los Rasqueros.
Su primer disco fue lanzado en agosto de 2003, titulado Sin Pelos en la Lengua. Más tarde grabarían Cuecas con Ají y Dos Caras de la Moneda (2004), Un Especial de los Picantes (2006) y Corazón de Chileno (2007) y EVOLUCHÓN.

## Miembros
- Rodrigo Angles
- José PP Gonzales
- Larry Constantino
- Julio Araya
- Rubén Guerrero Nilo
- Claudio Prado

## Discografía
- 2003: Sin pelos en la lengua

1. Falso amor
2. La horita de colación
3. Papito corazón
4. Hueona una vez (sic)
5. El golazo
6. La tula chica
7. La trepadora
8. Che tu mare (sic)
9. La tortillera
10. Mostaceros
11. El catrasca (sic)
12. El champañazo
13. Cueca Picante
14. El hocicón
15. La reina del cahuín
16. Falso amor (remix)

- 2004: Cuecas con ají

1. Cueca del micrero
2. Cueca del peo (sic)
3. Junior
4. El Cafiche
5. La celosa
6. Los hermanitos de nacimiento
7. Guaracha del curao (sic)
8. Patiperro
9. Viva Chile soy picante
10. Cueca del minero
11. Gabriela y Violeta
12. Panadero
13. Tutti Frutti del temporero

- 2004: Dos caras de la moneda

1. Tú eres
2. Qué te pasa con el cabro chico (sic)
3. Tula misma de siempre (sic)
4. Mentirosa reculiá (sic)
5. La vieja come hombre
6. Borrón y cuenta nueva (versión "con chuchada")
7. Necesito acabar
8. Se le cayó el jabón
9. Esclavo moderno
10. El bolsero (sic)
11. Lobos
12. Borrón y cuenta nueva (Versión "sin chuchada")
13. No mataba ni una mosca
14. Está caliente

- 2007: Corazón de chileno

1. Corazón de Chileno
2. El Canto del indigente
3. El transtortugal
4. La cueca de los porotos
5. El hijo del padre
6. El carepalo
7. La pirilacha (sin censura)
8. El verano naranja
9. La prueba oral
10. Amor por Internet
11. El patito Bom Bom
12. La hija de la Sole
13. Todo lo que hago por ti
14. Donde tú estés

2008: Evoluchon
1.- Un Picante en Nueva York
2.- El Viagra
3.- Amándonos Allegaditos
4.- El Mamón Kitsch
5.- Ay Curita de mi Pueblo
6.- La Peuca
7.- Oma Hermano
8.- Camboyana Funk
9.- Rapados Chantas
10.- Amor, Hagamoslo por el Chico